# 国鉄サロ17形電車
サロ17形は、かつて日本国有鉄道の前身である鉄道省に在籍した、直流用電車（二等付随車）である。

## 概要
本形式は、1928年（昭和3年）10月1日に施行された、車両称号規程改正によって制定されたもので、車体幅2,700mm（中幅）の木造二等付随車に対し付与されたものである。これに該当する電車は、サロ33200形9両およびサロ33250形1両の計10両である。サロ33200形は10両が製造されたが、称号規程改正の前に1両（33207）が関東大震災で被災し、廃車されている。
最終的には、本形式の全車が三等車に格下げされ、サハ25形に編入されたが、そこに至る経緯は複雑で、特に17001 - 17009は短期間に用途変更が繰り返されている（詳細は国鉄デハ33400系電車#サロ17形の格下げを参照）。その後、旧17010とともに半数が鋼体化改造され、残ったものも戦後間もなく処分された。

## 番号区分
- 17001 - 17009 : 旧サロ33200形
- 17010 : 旧サロ33250形